# Aníbal Arrieta
Aníbal Eduardo Arrieta Leal (Nicoya, 7 de enero de 1983) es un futbolista costarricense que juega como defensa central y actualmente milita en el Municipal Liberia de la Primera División de Costa Rica.

## Trayectoria
Arrieta es un futbolista que hizo sus ligas menores en el Deportivo Saprissa. Debutó con el Santos de Guápiles el 18 de marzo de 2010 en un juego donde el equipo guapileño se dejó la victoria 1-0 sobre el Municipal Pérez Zeledón en la Jornada 8 del Verano 2010.
Luego de jugar con el Santos en la Temporada 2011-2012 militó con Belén FC donde disputó un total de 15 partidos y le anotó un gol al Club Sport Herediano en la Jornada 6 del Invierno 2011. El juego terminó 1-1 en el estadio Rosabal Cordero. 
Dejó el conjunto belemita para irse al Pacífico para enrolarse al Puntarenas FC donde jugó el Invierno 2011 y el Verano 2012. En ese lapso acumuló 14 partidos y solo un gol a Orión FC en la Jornada 20 del Verano 2012 para la victoria chuchequera 2-1.
Tras su paso por el Puntarenas FC regresó a Belén FC para el Invierno 2012 donde acumuló tres temporadas en las cuales disputó 85 partidos y anotó en 8 ocasiones.
Para el Invierno 2015 jugará con el Municipal Liberia, equipo que recién ascendió a la Primera División.

## Clubes
La siguiente tabla detalla los encuentros disputados y los goles marcados por Aníbal Arrieta en los clubes en los que ha militado.
| Club                            | Temporada           | Liga | Liga | Copas Nacionales * | Copas Nacionales * | Copas Internacionales ** | Copas Internacionales ** | Total | Total |
| Club                            | Temporada           | PJ   | G    | PJ                 | G                  | PJ                       | G                        | PJ    | G     |
| ------------------------------- | ------------------- | ---- | ---- | ------------------ | ------------------ | ------------------------ | ------------------------ | ----- | ----- |
| Santos de Guápiles · Costa Rica | 2010 - 2011         | 9    | 0    | 0                  | 0                  | 0                        | 0                        | 9     | 0     |
| Santos de Guápiles · Costa Rica | 2011 - 2012         | 19   | 3    | 0                  | 0                  | 0                        | 0                        | 19    | 3     |
| Santos de Guápiles · Costa Rica | Total               | 28   | 3    | 0                  | 0                  | 0                        | 0                        | 28    | 3     |
| Belén FC · Costa Rica           | 2014 - 2015         | 15   | 1    | 0                  | 0                  | 0                        | 0                        | 15    | 1     |
| Belén FC · Costa Rica           | Total               | 15   | 1    | 0                  | 0                  | 0                        | 0                        | 15    | 1     |
| Puntarenas FC · Costa Rica      | 2014 - 2015         | 14   | 1    | 0                  | 0                  | 0                        | 0                        | 14    | 1     |
| Puntarenas FC · Costa Rica      | Total               | 14   | 1    | 0                  | 0                  | 0                        | 0                        | 14    | 1     |
| Belén FC · Costa Rica           | 2014 - 2015         | 19   | 2    | 0                  | 0                  | 0                        | 0                        | 19    | 2     |
| Belén FC · Costa Rica           | 2014 - 2015         | 32   | 4    | 0                  | 0                  | 0                        | 0                        | 32    | 4     |
| Belén FC · Costa Rica           | 2014 - 2015         | 34   | 2    | 0                  | 0                  | 0                        | 0                        | 34    | 2     |
| Belén FC · Costa Rica           | Total               | 85   | 8    | 0                  | 0                  | 0                        | 0                        | 85    | 8     |
| Municipal Liberia · Costa Rica  | 2015 - 2016         | 0    | 0    | 0                  | 0                  | 0                        | 0                        | 0     | 0     |
| Municipal Liberia · Costa Rica  | Total               | 0    | 0    | 0                  | 0                  | 0                        | 0                        | 0     | 0     |
| Total en su carrera             | Total en su carrera | 142  | 13   | 0                  | 0                  | 0                        | 0                        | 142   | 13    |